# Кохненко Григорій Федорович
Григорій Федорович Кохненко (1910, місто Боготол, тепер Красноярського краю, Російська Федерація — ?) — український радянський державний діяч, міністр меблевої промисловості і столярних (теслярських) виробів Української РСР. Депутат Верховної Ради УРСР 2-го скликання.

## Життєпис
У 1937 році закінчив лісоінженерний факультет Київського лісогосподарського інституту. Член ВКП(б).
З липня 1942 до липня 1945 року — в Червоній армії, служив у 145-й стрілецькій дивізії 4-ї ударної армії Калінінського фронту, 160-му окремому автосанітарному взводі 146-го стрілецького полку, був заступником командира 7-ї гвардійської мінометної дивізії з тилу Західного і 3-го Білоруського фронтів. Учасник німецько-радянської війни.
У вересні 1945 — липні 1946 року — заступник народного комісара (з березня 1946 року — міністра) лісової промисловості Української РСР.
4 липня 1946 — 19 серпня 1949 року — міністр меблевої промисловості і столярних виробів Української РСР.
У вересні 1949 — вересні 1950 року — заступник міністра меблевої промисловості і столярних виробів Української РСР.
З 1950 року — начальник Київського обласного управління лісового господарства.
У 1950-х роках — начальник Київського обласного управління по будівництву в колгоспах.

## Звання
- гвардії майор
- підполковник інтендантської служби

## Нагороди
- орден Вітчизняної війни І ст. (25.10.1944)
- орден Вітчизняної війни ІІ ст. (29.09.1943)
- орден Трудового Червоного Прапора (23.01.1948)
- медаль «За оборону Москви»
- медаль «За оборону Сталінграда»
- медалі